# 姚修蔚
姚修蔚，江西南昌人，清朝政治人物。
姚修蔚曾于1651年接替高维乾任上海县知县一职，1653年由闫绍庆接任。